# Iz*One
Iz*One  (en hangul, 아이즈원; romanización revisada, Aichuwon; en japonés, アイズワン; romanización, Aizuwan; estilizado como IZ*ONE) fue un grupo femenino surcoreano-japonés formado a través del programa de Mnet, Produce 48. El grupo estaba compuesto por doce miembros: Yujin, Yena, Hitomi, Wonyoung, Yuri, Hyewon, Chaewon, Minju, Eunbi, Chaeyeon, Nako y Sakura.
El grupo debutó el 29 de octubre de 2018 con el EP Color*Iz y el sencillo «La Vie en Rose», que se posicionaron en las listas de Billboard World Albums y World Digital Song Sales, respectivamente. El EP vendió entre 225.000 copias y charteó en el número 2 en Gaon Album Chart. Gracias al impacto de su debut ganaron como artista nuevo del año en los Asia Artist Awards, Gaon Chart Music Awards, Golden Disc Awards, Mnet Asian Music Awards y Seoul Music Awards. En 2019 hicieron su debut en Japón con el sencillo «Suki to Iwasetai» que fue lanzado el 6 de febrero bajo el sello EMI Records de Universal Music Japan, charteando en el número 2 en la Oricon Singles Chart con 250.000 copias vendidas. Esta canción fue certificada con disco de platino por Recording Industry Association of Japan.

## Historia

### Predebut: Formación a través deProduce 48
El grupo está compuesto por las ganadoras del programa de supervivencia de Mnet Produce 48, que combina el sistema de competencia del programa Produce 101 con integrantes del grupo femenino japonés AKB48. El programa contó con 96 trainees en total, 57 coreanas y 39 japonesas. Sólo 12 trainees, independiente de su nacionalidad, lograrían formar parte del grupo debut, el cual promocionará en Corea y Japón por 30 meses (2 años y medio). La alineación final contó con 9 integrantes coreanas y 3 japonesas.

### 2018: Debut conColor*Iz
El EP debut Color*Iz fue lanzado el 29 de octubre de 2018, con «La Vie en Rose» como sencillo principal. Un showcase debut  se realizó junto con el lanzamiento del álbum en el Olympic Hall en Seúl (Corea del Sur) en el que las entradas para la presentación se agotaron un minuto después de salir a la venta. En su primer día de lanzamiento, el EP vendió más de 34,000 unidades, estableciendo un nuevo récord para el mayor número de álbumes vendidos en las primeras 24 horas de un debut de un grupo surcoreano femenino. El video musical del primer sencillo «La Vie en Rose» logró más de 4.5 millones de reproducciones en las primeras 24 horas posteriores a su lanzamiento en YouTube, convirtiéndose, en ese entonces, el video coreano debut más visto en su primer día. El 8 de noviembre, Iz*One obtuvo su primera victoria en un programa musical con «La Vie en Rose» en M Countdown. Este fue el programa de música que más rápido ganó un grupo femenino después de su debut 10 días atrás.
El 6 de diciembre, Off the Record anunció que Iz*One había firmado un contrato de grabación con la compañía de EMI Records, Universal Music Japan, para el debut japonés del grupo el 6 de febrero de 2019.

### 2019: Debut japonés,Heart*Ize investigación de manipulación de votos de Mnet
El 20 de enero, Iz*One celebró su debut japonés en el Tokyo Dome City Hall para promocionar su primer sencillo japonés Suki to Iwasetai. Cinco días después del evento, el grupo lanzó el video musical de la canción y las visitas en Youtube superaron los 5 millones en una semana. El sencillo fue lanzado oficialmente el 6 de febrero.
El 1 de abril, el grupo lanzó su segundo EP, Heart*Iz, con Violeta como primer sencillo del álbum. Heart*Iz vendió 132,109 copias en la primera semana, un nuevo récord para grupos femeninos.
El 7 y 9 de junio de 2019, Iz*One realizó su primer concierto en solitario titulado "Eyes On Me" en el estadio Jamsil Arena de Seúl. Después de que todos los billetes para los dos conciertos iniciales fueran vendidos, Off the Record añadió una fecha adicional el 7 de junio. Su tercer sencillo digital en japonés titulado "Vampire" se lanzó el 25 de septiembre de 2019.
El grupo estaba listo para lanzar su primer álbum de estudio, Bloom*Iz, el 11 de noviembre de 2019. Sin embargo, el lanzamiento se pospuso debido a la investigación de manipulación de votos de Mnet. Investigaciones revelaron que las doce integrantes de Iz*One fueron seleccionadas de antemano. Como resultado, los showcases, promociones e invitaciones fueron canceladas o puestas en espera, lo que incluyó el lanzamiento de su película concierto, Eyes on Me: The Movie y sus promociones japonesas.

### 2020:Bloom*Iz,Oneiric DiaryyOne Reeler
El 6 de enero de 2020, las agencias de las miembros y CJ E&M llegaron a un acuerdo para continuar con las actividades del grupo. Después Iz*One lanzó el 17 de febrero su primer álbum de estudio titulado Bloom*Iz. El 23 de febrero, Bloom*Iz rompió el récord de ventas en la primera semana en Hanteo con 356,313 copias vendidas y fue el álbum de kpop femenino con más ventas de la historia durante 3 meses. El primer galardón para la canción título "Fiesta" fue en The Show el 25 de febrero. El 15 de junio se publicó Oneiric Diary, el mini álbum más vendido de las chicas con más de 560 000 copias. El 7 de diciembre se publicó el último álbum de las chicas, One Reeler. Acabaron el año siendo la Girl Group con más ventas en Hanteo en eso años con alrededor de 1 400 000 ventas. 

### 2021:One,The Storyy separación
El 4 de febrero de 2021, CJ E&M anunció una posible extensión del contrato de 2 años. Finalmente 2 empresas rechazaron.
El 10 de marzo de 2021, Mnet lanzó un comunicado oficial, anunciando que el grupo se disolvería en abril como ya se tenía previsto. 
El 13 y 14 de marzo de 2021 Iz*One realizó su último concierto en línea titulado "One, The Story". Este se anuncio el 10 de febrero del mismo año a través de la cuenta oficial de Twitter de Stone Music Entertainment. El 29 de abril de 2021, se anunció la separación oficial del grupo.

## Miembros
- Eunbi (권은비) – líder[32]
- Sakura (宮脇咲良; 미야와키 사쿠라)
- Hyewon (강혜원)
- Yena (최예나)
- Chaeyeon (이채연)
- Chaewon (김채원)
- Minju (김민주)
- Nako (矢吹奈子; 야부키 나코)
- Hitomi (本田仁美; 혼다 히토미)
- Yuri (조유리)
- Yujin (안유진)
- Wonyoung (장원영)

## Discografía

### Álbumes de estudio
| Título   | Detalles | Posiciones más altas en las listas | Posiciones más altas en las listas | Posiciones más altas en las listas | Posiciones más altas en las listas | Ventas                              |
| Título   | Detalles | KOR                                | JPN                                | JPN Hot                            | US World                           | Ventas                              |
| -------- | --- | ---------------------------------- | ---------------------------------- | ---------------------------------- | ---------------------------------- | ----------------------------------- |
| Bloom*Iz | - Lanzamiento: 17 de febrero de 2020 - Discográfica: Off the Record, Stone Music - Formato: CD, descarga digital, streaming | —                                  | 3                                  | —                                  | 15                                 | - JPN / KR: 20,405 / 497,453 (Fís.) |
| Twelve   | - Lanzamiento: 21 de octubre de 2020 - Discográfica: EMI - Formatos: CD, descarga digital, streaming                        | —                                  | —                                  | —                                  | —                                  |                                     |

### EP
| Título              | Detalles | Posiciones más altas en las listas | Posiciones más altas en las listas | Posiciones más altas en las listas | Posiciones más altas en las listas | Ventas                       |
| Título              | Detalles | KOR                                | JPN                                | JPN Hot.                           | US World                           | Ventas                       |
| ------------------- | --- | ---------------------------------- | ---------------------------------- | ---------------------------------- | ---------------------------------- | ---------------------------- |
| Color*Iz            | - Lanzamiento: 29 de octubre de 2018 - Discográfica: Off the Record Entertainment - Formato: CD, descarga digital, streaming de audio | 2                                  | 1                                  | 3                                  | 9                                  | - KOR: 237 079 - JPN: 48 249 |
| Heart*Iz            | - Lanzamiento: 1 de abril de 2019 - Discográfica: Off the Record - Formato: CD, descarga digital, streaming                           | 1                                  | 1                                  | 5                                  | 2                                  | - KOR: 296 357 - JPN: 32 414 |
| Oneiric Diary       | - Lanzamiento: 15 de junio de 2020 - Discográfica: Off the Record, Swing - Formatos: CD, descarga digital, streaming                  | —                                  | —                                  | —                                  | —                                  |                              |
| One-reeler / Act IV | - Lanzamiento: 7 de diciembre de 2020 - Discográfica: Off the Record, Swing - Formatos: CD, descarga digital, streaming               | —                                  | —                                  | —                                  | —                                  |                              |

### Sencillos[38]

#### Como artista principal
| Título                                | Año     | Posición peak en las listas | Posición peak en las listas | Posición peak en las listas | Posición peak en las listas | Ventas     | Álbum               |
| Título                                | Año     | KOR                         | KOR Hot                     | JPN Hot                     | US World                    | Ventas     | Álbum               |
| Coreano                               | Coreano | Coreano                     | Coreano                     | Coreano                     | Coreano                     | Coreano    | Coreano             |
| ------------------------------------- | ------- | --------------------------- | --------------------------- | --------------------------- | --------------------------- | ---------- | ------------------- |
| «La Vie en Rose» (라비앙로즈)         | 2018    | 1                           | 1                           | 2                           | 6                           | - US: 1000 | Color*Iz            |
| «Violeta» (비올레타)                  | 2019    | 1                           | 5                           | 3                           | 8                           |            | Heart*Iz            |
| «Fiesta»                              | 2020    | —                           | —                           | —                           | —                           |            | Bloom*Iz            |
| «Secret Story of the Swan» (환상동화) | 2020    | —                           | —                           | —                           | —                           |            | Oneiric Diary       |
| «Panorama»                            | 2020    | —                           | —                           | —                           | —                           |            | One-reeler / Act IV |
| Japonés                               |         |                             |                             |                             |                             |            |                     |
| «Suki to Iwasetai» (好きと言わせたい) | 2019    | —                           | —                           | —                           | —                           |            | Twelve              |
| «Buenos Aires»                        | 2019    | —                           | —                           | —                           | —                           |            | Twelve              |
| «Vampire»                             | 2019    | —                           | —                           | —                           | —                           |            | Twelve              |
| «Beware»                              | 2020    | —                           | —                           | —                           | —                           |            | Twelve              |

## Conciertos
"Eyes on Me" 1st Asia Concert (2019)
- 08 y 09 junio - Seúl, Corea del Sur - Jamsil Indoor Stadium
- 16 junio - Bangkok, Tailandia - MCC Hall
- 29 junio - Taipéi, Taiwán - Xin Zhuang Gymnasium
- 13 julio - Hong Kong, China - Asia World Expo, Hall 10
- 21 agosto - Chiba, Japón - Makuhari Messe
- 01 septiembre - Kobe, Japón - Kobe World Memorial Hall
- 08 septiembre - Fukuoka, Japón - Marine Messe Fukuoka
- 25 septiembre - Saitama, Japón - Saitama Super Arena

"Oneiric Theater" (2020)
- 13 septiembre - Concierto online

"ONE: The story" (2021)
- 13 y 14 marzo - Concierto online

## Premios y nominaciones

### Melon Music Awards
| Fecha   | Año  | Categoría           | Nominado | Resultado | Ref. |
| ------- | ---- | ------------------- | -------- | --------- | ---- |
| 10 dic. | 2018 | Mejor Artista Nuevo | Iz*One   | Ganador   |      |

### Mnet Asian Music Awards
| Fecha   | Año  | Categoría                    | Nominado | Resultado | Ref.   |
| ------- | ---- | ---------------------------- | -------- | --------- | ------ |
| 20 dic. | 2018 | Mejor Artista Nueva Femenina | Iz*One   | Ganador   | [ 41 ] |
| 20 dic. | 2018 | Artista del Año              | Iz*One   | Nominado  | [ 41 ] |